# All work and no play makes Jack a dull boy
All work and no play makes Jack a dull boy è un proverbio inglese. Letteralmente significa "Tutto lavoro e niente svago rendono Jack un ragazzo noioso". Il proverbio intende significare che se non ci si separa mai dal lavoro si tende a diventare persone annoiate e noiose.

## Origini
Sebbene si supponga che il detto sia più antico, la forma documentata è registrata in Proverbs in English, Italian, French and Spanish di James Howell (1659), e da allora è riportata in successive raccolte di proverbi.
Esiste una versione del proverbio che recita All work and no play makes jack. And plenty of it, ossia: "Lavorare soltanto e non giocare fa fare soldi. E tanti", dove jack è inteso come "denaro".

## Citazioni
Il proverbio è stato usato nel film Shining di Stanley Kubrick (1980), in una sequenza del quale appare ripetuto innumerevoli volte in un dattiloscritto. Nella versione del film tradotta in italiano, comunque, la frase è stata sostituita da "Il mattino ha l'oro in bocca", più nota nella cultura italiana, e inoltre appare nei titoli di coda del sesto episodio della trentacinquesima stagione de I Simpson.
È citato anche nell'episodio 6 della terza stagione del Tenente Colombo dal Dr. Marshall Cahill al minuto 8. Viene citato anche durante il terzo episodio della prima stagione nella serie I segreti di Twin Peaks.